# ASAP Nast
Тарик Девега (англ. Tariq Devega), более известный под сценическим псевдонимом A$AP Nast (Э́йсап Наст или Э́йсап Нэст) — американский хип-хоп исполнитель и автор песен из Гарлема, Нью-Йорк. Родился 26 июля 1990 года. Nast наиболее известен как член хип-хоп коллектива A$AP Mob наряду с другими исполнителями из Гарлема, A$AP Rocky и A$AP Ferg. В составе A$AP Mob они выпустили свой первый микстейп под названием Lord$ Never Worry в 2012 году. Его первая сольная песня , «Trillmatic», при участии Method Man из Wu-Tang Clan , была выпущена в качестве сингла 4 декабря 2013 года.

## Ранние годы
ASAP Nast жил Западном Гарлеме, Нью-Йорк, на 116-й и Морнингсайд-авеню, и в детстве часто проводил время со своим кузеном ASAP Rocky. Когда Rocky переехал в Бронкс в подростковом возрасте, они перестали общаться, но благодаря ASAP Bari, одному из основателей Asap Mob, они возобновили общение. Nast учился в средней школе имени Мартина Лютера Кинга, в Манхэттене. Тем не менее, он бросил школу, прежде чем ее закончить, потому, что он хотел сделать карьеру в музыке. После окончания средней школы он работал в магазине кроссовок Atmos.

### Музыкальная карьера

#### 2007-2012: Вступление в ASAP Mob
ASAP Nast был одним из первых членов  хип-хоп коллектива ASAP Mob, который позже основали ASAP Yams, ASAP Bari и ASAP Illz в  2007 году. Первоначально он был известен под именем New York Nast, однако он изменил свой псевдоним, чтобы включить префикс ASAP, как и все другие члены объединения. Nast официально дебютировал на ранней песне Asap Rocky «Uptown», а затем появился на двух песнях c Live.Love.ASAP , «Purple Swag: Chapter 2» и «Trilla».
27 августа 2012 года Asap Mob выпустили свой дебютный микстейп под названием Lords Never Worry, в формате цифровой дистрибуции. Nast участвовал в записи четырех треков микстейпа, включая песню «Black Mane». После релиза микстейпа Nast гастролировал с остальными участниками Asap Mob . В течение этого тура они дали 48 концертов за 61 день, большинство из которых проходили с полным залом.

#### 2013–14:L.O.R.D.
Певица Tinashe выпустила ремикс на свою песню «Who Am I Working For?», 16 апреля 2013 года, при участии Nastа. В июле 2013 года ASAP Ferg объявили, что ASAP Mob выпустят свой дебютный альбом , после выхода его дебютного альбома Trap Lord . В октябре 2013 года, ASAP Nast с ASAP Rocky, Ferg, Twelvy и Ant, участвовали в составе ASAP Mob's, в премии 2013 BET Hip Hop Awards. 3 декабря 2013 года было объявлено, что альбом будет выпущен 4 марта 2014 года . На следующий день, первый сингл альбома, «Trillmatic» от ASAP Nast, был выпущен вместе с клипом к нему. Сингл, записал ASAP TY Beats, слова были написаны Method Man.

## Дискография

### Студийные альбомы
| Название                                         | Детали альбома                                                                                                  |
| ------------------------------------------------ | --- |
| Cozy Tapes Vol. 1: Friends (в составе A$AP Mob)  | - Дата выхода: 31 октября, 2016 - Лейблы: A$AP Worldwide, Polo Grounds, RCA - Форматы: Цифровая дистрибуция, CD |
| Cozy Tapes Vol. 2: Too Cozy (в составе A$AP Mob) | - Дата выхода: 27 августа, 2017 - Лейблы: A$AP Worldwide, Polo Grounds, RCA - Форматы: Цифровая дистрибуция, CD |

### Микстейпы
| Название                               | Детали |
| -------------------------------------- | --- |
| Lord$ Never Worry (в составе A$AP Mob) | - Дата выхода 28 августа, 2012 - Лейблы: A$AP Worldwide, Polo Grounds, RCA - Форматы: Цифровая дистрибуция |

### Синглы

#### Участие в песнях других исполнителей
| Название                                                                                          | Год  | Высшая позиция в чартах | Высшая позиция в чартах | Высшая позиция в чартах | Высшая позиция в чартах | Высшая позиция в чартах | Альбом                     |
| Название                                                                                          | Год  | US                      | US R&B                  | US Rap                  | UK                      | UK R&B                  | Альбом                     |
| ------------------------------------------------------------------------------------------------- | ---- | ----------------------- | ----------------------- | ----------------------- | ----------------------- | ----------------------- | -------------------------- |
| "Trillmatic" (ASAP Mob featuring ASAP Nast and Method Man)                                        | 2013 | —                       | —                       | —                       | 193                     | 29                      | non-album singles          |
| "Hella Hoes" (ASAP Mob featuring ASAP Rocky, ASAP Ferg, ASAP Nast and ASAP Twelvyy)               | 2014 | —                       | 60                      | —                       | —                       | —                       | non-album singles          |
| "Yamborghini High" (ASAP Mob при участии ASAP Rocky, ASAP Nast, ASAP Ant, ASAP Ferg, and Juicy J) | 2016 | —                       | —                       | —                       | —                       | —                       | Cozy Tapes Vol. 1: Friends |
| "Ladies Hit Squad" (Skepta при участии D Double E и ASAP Nast)                                    | 2016 | —                       | —                       | —                       | —                       | —                       | Konnichiwa                 |
| "—" никогда не был в чартах в данной теретории.                                                   |      |                         |                         |                         |                         |                         |                            |

### Гостевое участие
| Название                 | Год  | Другие артисты                    | Альбом                     |
| ------------------------ | ---- | --------------------------------- | -------------------------- |
| "Purple Swag: Chapter 2" | 2011 | A$AP Rocky, SpaceGhostPurrp       | LIVE.LOVE.A$AP             |
| "Trilla"                 | 2011 | A$AP Rocky, A$AP Twelvyy          | LIVE.LOVE.A$AP             |
| "So Cold"                | 2012 | A$AP Mob, A$AP Ferg               | Lord$ Never Worry          |
| "Black Mane"             | 2012 | A$AP Mob                          | Lord$ Never Worry          |
| "Gotham City"            | 2012 | A$AP Mob, A$AP Ferg, A$AP Twelvyy | Lord$ Never Worry          |
| "So Cold"                | 2013 | Da$H, A$AP Ferg                   | V.I.C.E.S                  |
| "NV"                     | 2014 | A$AP Ferg                         | Ferg Forever               |
| "Nasty's World"          | 2016 | A$AP Mob, Onyx                    | Cozy Tapes Vol. 1: Friends |
| "Money Man"              | 2016 | A$AP Mob, A$AP Rocky, Yung Lord   | Cozy Tapes Vol. 1: Friends |